# Claude de La Roche-Aymon
 (août 2025).
Si vous disposez d'ouvrages ou d'articles de référence ou si vous connaissez des sites web de qualité traitant du thème abordé ici, merci de compléter l'article en donnant les références utiles à sa vérifiabilité et en les liant à la section « Notes et références ».
Claude de La Roche-Aymon, né en novembre 1658 à Mainsat et mort au Puy le 4 juin 1720, est un évêque français Claude de la Roche-Aymon, né en 1658 à Mainsat, mort en 1720 au Puy, fils de Renaud-Nicolas, comte de la Roche-Aymon, petit-fils d'Antoine (voir ce nom) et de Marie de Lezay de Lusignan. Il fut chanoine et vicaire général de Mende et évêque du Puy, et fut sacré en 1703 ; il a laissé la réputation d'un homme savant et pieux. Son frère Pierre-François, né à Mainsat en 1660, fut tué à la bataille de Starfarde en Piémont le 18 août 1690 ; il était chevalier de l'ordre de Malte et commandait le régiment de cavalerie de Montgommery. Sources : H. Jougla de Morena, Grand armorial de France, Paris, 1975 ; Dr Hoeffer, Nouvelle biographie générale, Firmin Didot frères, 1857.

## Biographie
Il était fils d'Antoine, seigneur de La Roche-Aymon (Evaux, Creuse), ainsi que de Marie de Lezay de Lusignan.
Claude de La Roche-Aymon était chanoine et vicaire général au diocèse de Mende et fut nommé évêque du Puy-en-Velay en 1703.